# Zolote
Zolote (ukrajinsky Золоте; rusky Золотое – Zolotoje) je město v Luhanské oblasti na Ukrajině. Leží několik kilometrů severovýchodně od Popasné a na severu sousedí s Hirským. Před začátkem války na Ukrajině v něm žilo v roce 2014 přibližně čtrnáct tisíc obyvatel.